# Günter Spendel
Günter Spendel (* 11. Juli 1922 in Herne; † 4. Juni 2009) war ein deutscher Rechtswissenschaftler, der zum Strafrecht und zur Justiz in der Zeit des Nationalsozialismus forschte.

## Leben
Nachdem er in Frankfurt am Main das Abitur abgelegt hatte, nahm er 1940 an der Universität in Frankfurt am Main das Studium der Rechtswissenschaft auf. Zur Wahl dieses Faches war er durch Gustav Radbruchs „Einführung in die Rechtswissenschaft“ angeregt worden. Zum Sommersemester 1941 wechselte er an die Universität Freiburg im Breisgau. Er studierte dort bei Fritz von Hippel, Adolf Schönke und Erik Wolf. Noch während der Herrschaft der Nationalsozialisten in Deutschland suchte er Kontakt zu Gustav Radbruch, der zu der Zeit offiziell als Unperson galt. Während des Referendariats und noch als Assessor war er kurz nach dem Ende des Zweiten Weltkriegs an der juristischen Aufarbeitung der Ermordung Geisteskranker beteiligt. Er habilitierte sich zur „Lehre vom Strafmaß“ und wurde 1958 Professor in Frankfurt am Main. 1961 wurde er an die Julius-Maximilians-Universität Würzburg auf den Lehrstuhl für Strafrecht, Strafprozessrecht und strafrechtliche Hilfswissenschaften berufen, den er bis zur Emeritierung 1992 innehatte.
Anlässlich seines 70. Geburtstages erschien 1992 eine von Manfred Seebode herausgegebene Festschrift zu seinen Ehren.

## Werk
Günter Spendel veröffentlichte zum Strafrecht; unter anderem verfasste er Kommentierungen etwa zur Rechtsbeugung im Leipziger Kommentar zum Strafgesetzbuch. Er veröffentlichte Juristenbiographien, wie etwa die neun Biographien in seinen 2001 erschienenen „Kriminalistenporträts“, und gab mehrere Bände der Gesamtausgabe der Werke Gustav Radbruchs heraus. Ein wesentlicher Forschungsgegenstand Spendels war die Justiz im sogenannten Dritten Reich. Spendel wandte sich mit einer Minderheit unter den deutschen Rechtslehrern konsequent gegen die vorherrschende Praxis der Rechtsprechung in der Bundesrepublik, den Gewalttaten der NS-Zeit nachträglich eine Rechtsqualität zuzuschreiben.
In seiner 2004 erschienenen Aufsatzsammlung „Für Vernunft und Recht“ befasste er sich „mit der Analyse, einer zum Teil auf Wahnsinn und/oder Unrecht gegründeten Vergangenheit die Gegenwart und die Zukunft im Lichte von Vernunft und Recht zu gestalten“. Unter anderem setzte er sich in den Aufsätzen mit der Abgrenzung von Rationalität als Voraussetzung einer vernünftigen Jurisprudenz zur Irrationalität, wie der Gefühlsrechtsprechung der NS-Zeit, aber auch mit der Goldenen Regel auseinander. Zusätzlich befasste er sich in der Sammlung mit der Aufarbeitung des NS-Unrechtes, aber auch der Bewältigung des DDR-Unrechtes. Gerd Roellecke vermerkte in einer Rezension positiv, dass auch umstrittene Fragen diskutiert wurden, wie die, ob im Kampf gegen den Terrorismus das Leben eines Einzelnen, etwa Hanns Martin Schleyers, geopfert werden darf oder ob ein NS-Arzt berechtigt war, tausend Geisteskranke zu töten, wenn er mehrere tausend retten könnte. Bezüglich der Befassung mit der Rechtsbeugung im Unrechtsstaat vermerkt Roellecke weiter positiv, dass Spendel sich nicht an dem gerade herrschenden Zeitgeist orientierte.

## Werke (Auswahl)
- Für Vernunft und Recht : Zwölf Studien. Mohr Siebeck, Tübingen 2004, ISBN 3-16-148252-2
- Kriminalistenporträts: neun biographische Miniaturen. Asendorf 2001, ISBN 3-89182-077-1
- Rechtsbeugung durch Rechtsprechung: 6 strafrechtliche Studien. Verlag de Gruyter, Berlin 1984, ISBN 3-11-009940-3